# Courtney Mathewson
Courtney Lynn Kaiulani Mathewson (14 de setembre de 1986 a Orange, Califòrnia) és una esportista estatunidenca. Va jugar al waterpolo amb la Universitat de Califòrnia a Los Angeles (UCLA) Bruins durant quatre campionats consecutius del Campionat Nacional de Waterpolo Femení NCAA, abans de ser promocionada al primer equip All-Tournament. En la UCLA, va estudiar sociologia.
Es va unir a altres Bruins, com Sean Kern, Coralie Simmons, Natalie Golda, i Kelly Rulon, com a guanyadores del Premi Pedro J. Cutino. Mathewson també va ser nomenada en la primera divisió com a Jugador de l'Any per l'Associació d'Entrenadors de Waterpolo de les Universitats (ACWPC).